# Liste des députés européens d'Italie de la 1re législature
Lors des élections européennes de 1979, 81 députés européens sont élus en Italie. Leur mandat débute le 16 juillet 1979 et se termine le 23 juillet 1984.
- Les démocrates-chrétiens de la Démocratie chrétienne et du Parti populaire sud-tyrolien obtiennent 29 sièges.
- Les communistes du Parti communiste italien et de la Gauche indépendante obtiennent 24 sièges.
- Les socialistes du Parti socialiste italien et du Parti social-démocrate italien obtiennent 13 sièges.
- Les libéraux du Parti libéral italien et du Parti républicain italien obtiennent 5 sièges.
- La gauche et l'extrême-gauche du Parti radical italien, de la Démocratie prolétarienne et du Parti d'unité prolétarienne pour le communisme obtiennent 4 sièges.
- L'extrême-droite du Mouvement social italien - Droite nationale obtient 4 sièges.

12 d'entre eux quittent leurs fonctions avant la fin de leur mandat et sont remplacés par leurs suppléants, ce qui porte à 93 le total des personnes ayant occupé ce poste.

## Député duGroupe du Parti populaire européen (Démocrates chrétiens)

### Députés de laDémocratie chrétienne
- Pietro Adonnino
- Dario Antoniozzi
- Giovanni Barbagli
- Paolo Barbi
- Giovanni Bersani
- Maria Luisa Cassanmagnago Cerretti
- Arnaldo Colleselli
- Emilio Colombo jusqu'au 14 avril 1980
  - remplacé le 16 avril 1980 par Antonio Del Duca
- Roberto Costanzo
- Alfredo Diana
- Renzo Eligio Filippi
- Paola Gaiotti de Biase
- Alberto Ghergo
- Giovanni Giavazzi
- Vincenzo Giummarra
- Guido Gonella décédé le 19 août 1982
  - remplacé le 9 septembre 1982 par Sergio Ercini
- Silvio Lega
- Giosuè Ligios
- Salvatore Lima
- Luigi Macario
- Angelo Narduccijusqu'au 10 mai 1984
  - remplacé le 23 juillet 1984 par Marcello Modiano
- Mario Pedini
- Flaminio Piccoli
- Mariano Rumor
- Mario Sassano décédé le 1er janvier 1984
  - remplacé le 16 janvier 1984 par Francesco Cosentino
- Giovanni Travaglini
- Benigno Zaccagninijusqu'au 27 novembre 1981
  - remplacé le 5 janvier 1982 par Carlo Stella
- Ortensio Zecchino

### Député duParti populaire sud-tyrolien
- Joachim Dalsass

## Député duGroupe communiste et apparentés

### Députés duParti communiste italien
- Giorgio Amendola décédé le 5 juin 1980
  - remplacé le 24 juin 1980 par Giuseppe Vitale
- Carla Barbarella
- Enrico Berlinguer jusqu'au 11 juin 1984
- Aldo Bonaccini
- Umberto Cardia
- Angelo Carossino
- Domenico Ceravolo
- Maria Lisa Cinciari Rodano
- Francescopaolo D'Angelosante
- Pancrazio De Pasquale
- Guido Fanti
- Bruno Ferrero
- Carlo Alberto Galluzzi
- Anselmo Gouthier
- Nilde Iotti jusqu'au 19 juillet 1979
  - remplacé le 26 juillet 1979 par Protogene Veronesi
- Silvio Leonardi
- Giancarlo Pajetta
- Giovanni Papapietro
- Sergio Camillo Segre

### Députés de laGauche indépendante
- Maria Fabrizia Baduel Glorioso
- Tullia Carettoni Romagnoli
- Felice Ippolito
- Altiero Spinelli
- Vera Squarcialupi

## Députés duGroupe socialiste

### Députés duParti socialiste italien
- Gaetano Arfé
- Bettino Craxi jusqu'au 4 août 1983
  - remplacé le 26 septembre 1983 par Giorgio Strehler
- Mario Didò
- Vincenzo Gatto
- Pietro Lezzi
- Jiri Pelikan
- Carlo Ripa di Meana
- Giorgio Ruffolo jusqu'au 30 septembre 1983
  - remplacé le 3 octobre 1983 par Gaetano Cingari
- Mario Zagari
- le 17 février 1982, adhère Maria Antonietta Macciocchi en provenance du groupe de coordination technique des députés indépendants.

### Députés duParti social-démocrate italien
- Antonio Cariglia
- Mauro Ferri
- Flavio Orlandi
- Ruggero Puletti

## Députés duGroupe libéral et démocratique

### Députés duParti libéral italien
- Enzo Bettiza
- Domenico Cecovini
- Sergio Pininfarina

### Députés duParti républicain italien
- Susanna Agnelli jusqu'au 1er octobre 1981
  - remplacé le 19 octobre 1981 par Jas Gawronski
- Bruno Visentini jusqu'au 4 août 1983
  - remplacé le 23 septembre 1983 par Mario Di Bartolomei

## Députés duGroupe de la coordination technique pour la défense des groupes et membres indépendants

### Députés duParti radical italien
- Emma Bonino
- Marco Pannella
- Leonardo Sciascia jusqu'au 24 septembre 1979
  - remplacé le 28 septembre 1979 par Maria Antonietta Macciocchi

### Député de laDémocratie prolétarienne
- Mario Capanna

### Député duParti d'unité prolétarienne pour le communisme
- Luciana Castellina

## Députésnon-inscrits

### Députés duMouvement social italien - Droite nationale
- Giorgio Almirante
- Antonino Buttafuoco
- Francesco Petronio
- Adriano Romualdi

## Source
- Les députés de la première législature, site du Parlement européen.